# Kokice
Kokice (engl. popcorn) je naziv za zrna posebne vrste kukuruza (t.zv. pucavac) koja nastaju pri zagrijavanju na oko 200 °C. Nemasne, nezasoljene ili nezaslađene kokice su niskokalorične i spadaju kao cjelovite žitarice u kategoriju zdrave hrane.
Bogate su vlaknima, vitamina B1 B2, kalija,  ugljikohidrata i magnezija. Nešto manje sadrže bjelančevine, niacina i folata.
Postoji od opasnost od vrećice u kojima se nalaze kokice iz mikrovalne pećnice. Svi gotovi i polugotovi proizvodi koji se pripremaju u mikrovalnoj pećnici uglavnom sadrže PFOA, kako ne bi propustili masnoću izvan pakiranja, a istraživanja pokazuju da ta tvar ima kancerogena svojstva, djeluje na reproduktivni sustav, jetru, štitnjaču i drugo.

## Vanjske poveznice
- Popcorn Board (U.S.)
- Wyandot Popcorn Museum, Marion, OH
- Kernel Exploding in Slow Motion  Arhivirana inačica izvorne stranice od 11. kolovoza 2011. (Wayback Machine)